# Johnny Cash
Johnny Cash (rođen kao J.R. Cash; 26. veljače 1932. – 12. rujna 2003.), američki country glazbenik i pjevač. Mnogi ga glazbeni znalci i kritičari smatraju jednim od najutjecajnjih američkih glazbenika dvadesetog stoljeća.
Cash je bio poznat po svom dubokom, jedinstvenom basbaritonu, tutnjavi svog pratećeg sastava The Tennessee Three, ponašanju i crnoj odjeći zbog koje je dobio nadimak "Čovjek u crnom". Svoje je koncerte obično počinjao riječima "Hello, I'm Johnny Cash" ("Zdravo, ja sam Johnny Cash").
Većina Cashove glazbe, posebno one iz kasnijega razdoblja njegove karijere, zazivala je teme tuge, moralne patnje i iskupljenja. Najpoznatiji je po pjesmama "I Walk the Line", "Folsom Prison Blues", "Ring of Fire", "Get Rhythm" i "Man in Black". Snimao je i pjesme humorističnoga sadržaja, poput "One Piece of a Time" i "A Boy Named Sue", te pjesme o željeznici, primjerice "Rock Island Line". Snimio je i duet sa svojom drugom suprugom June Carter nazvan "Jackson".
Tijekom uspješne 55-godišnje karijere prodao je više od 90 milijuna albuma i zauzeo "dominantnu poziciju u povijesti glazbe".

## Život

### Nasljeđe
Cash je bio škotskog podrijetla, ali to je saznao tek kad se počeo baviti proučavanjem svojeg obiteljskog stabla. Nakon slučajnog susreta s bivšim zemljoposjednikom iz Falklanda, bojnikom Michaelom Chrictonom-Stuartom, našao je korijene obitelji Cash još u 11. stoljeću u Fifeu u Škotskoj.
U mladosti je vjerovao kako je uglavnom irskih i indijanskih korijena (bilo mu je rečeno kako je jednom četvrtinom Čeroki). Čak i kad je saznao da nema indijanske krvi, Cash je očuvao osjećaj suosjećajnosti za američke domoroce. Ovi osjećaji izraženi su i u nekim njegovim pjesmama, primjerice "Apache Tears" i "The Ballad of Ira Hayes", te na njegovu albumu Bitter Tears.

### Rani život
Johnny Cash rođen je kao J. R. Cash u Kingslandu u državi Arkansas u obitelji Raya i Carrie (djevojački Rivers) Cash, a odrastao je u Dyessu u istoj državi.
Cashu je navodno dano ime "J. R." jer se roditelji nisu mogli usuglasiti oko imena, samo oko inicijala. Kad je regrutiran u Ratno zrakoplovstvo SAD-a, vojska nije mogla prihvatiti inicijale umjesto imena, pa je usvojio John R. Cash kao svoje zakonsko ime. 1955., nakon potpisivanja ugovora sa Sun Recordsom, za umjetničko ime je uzeo Johnny Cash. Njegovi prijatelji i ženina rodbina obično su ga zvali John, dok su ga članovi njegove obitelji nastavili zvati J.R.
Cash je bio jedno od sedmero djece: Reba Hancock, Jack, Joanne (Cash-Yates), Tommy, Roy i Louise Cash Garrett. Njegov mlađi brat, Tommy Cash, također je postao uspješan country glazbenik.
S pet godina, J. R. je radio u poljima pamuka, pjevajući uz rad s obitelji. Obiteljska farma je bar jednom bila poplavljena što ga je kasnije inspiriralo za pjesmu "Five Feet High and Rising". Ekonomski i osobni problemi obitelji tijekom Velike depresije inspirirali su mnoge njegove pjesme, pogotovo one o ljudima koji se suočavaju sa sličnim poteškoćama.
Cash je bio vrlo blizak s bratom Jackom, koji je bio dvije godine stariji. Jack je 1944. podletio pod veliku pilu u pilani gdje je radio koja ga je gotovo prepolovila. Umro je nakon tjedan dana ispunjenih užasnim patnjama. Cash je često govorio o krivnji koju je osjećao zbog tog događaja. Prema knjizi Cash: The Autobiography, njegov otac je tog jutra otišao. Njegova majka, on i sam Jack su imali loš predosjećaj toga dana, pa je majka rekla Jacku da taj dan ne ide na posao, nego da ode s bratom na pecanje. Jack je inzistirao na radu jer je obitelj trebala novac. Na svojoj posmrtnoj postelji, Jack je buncao o vizijama raja i anđela. Desetljećima kasnije, Cash je govorio kako se raduje da će se susresti s bratom u nebesima. Napisao je da je u svojim snovima često viđao brata koji je uvijek bio dvije godine stariji od onoga koliko je on sam u tom trenutku imao godina.
Cashovim ranim uspomenama dominirali su gospel i radio. Uz pomoć svoje majke i prijatelja iz djetinjstva, Johnny je kao dijete naučio svirati gitaru i pisati pjesme. U srednjoj školi je pjevao na lokalnoj radijskoj postaji; nekoliko desetljeća poslije objavio je album tradicionalnih gospel-pjesama, nazvan My Mother's Hymn Book. Bio je i pod utjecajem tradicionalne irske glazbe koju su svaki tjedan na radiju izvodili Dennis Day i Jack Benny.
U srpnju 1950. Cash se pridružio Ratnom zrakoplovstvu SAD-a. Nakon osnovne obuke u bazi Lackland i tehničke obuke u bazi Brooks u San Antoniju, Cash je dodijeljen obavještajnom odjelu u njemačkom Landsbergu, kao dekoder Morseova koda. 3. srpnja 1954. je časno otpušten s činom narednika. Vratio se u Teksas.

### Prvi brak
Tijekom obuke, Cash je 18. srpnja 1951. na klizalištu u San Antoniju upoznao Vivian Liberto. Mjesec dana nakon otpusta, točnije 7. kolovoza 1954., vjenčali su se u katoličkoj crkvi svete Ane u San Antoniju. Imali su četiri kćeri: Rosanne (rođena 24. svibnja 1955.), Kathleen "Kathy" (rođena 16. travnja 1956.), Cynthia "Cindy" (rođena 29. srpnja 1958.) i Tara Joan (rođena 24. kolovoza 1961.).

## Karijera

### Rana karijera
Par se 1954. preselio u Memphis u državi Tennessee, gdje je Johnny prodavao alat dok se obučavao za radijskog najavljivača. Po noći je svirao s Lutherom Perkinsom i basistom Marshallom Grantom. Perkins i Grant su bili poznati kao Tennessee Two. Cash je skupio dovoljno hrabrosti i posjetio studio Sun Recordsa, nadajući se da će dobiti ugovor za snimanje. Nakon audicije kod Sama Philipsa, pjevajući uglavnom gospel-pjesme, Philips mu je rekao, "idi doma i griješi, a onda dođi s pjesmom koju mogu prodati." Cash je s vremenom pridobio Philipsa s novim pjesmama otpjevanim u njegovu ranom frenetičnom stilu. Njegove prve pjesme za Sun, "Hey Porter" i "Cry, Cry, Cry", objavljene su 1955. te su postigle značajan uspjeh na paradi country-hitova.
Cashov sljedeći album, Folsom Prison Blues, probio se među prvih pet country albuma, a pjesma "I Walk the Line" je postala broj jedan. Iste godine Cash je postao prvi Sunov glazbenik koji je objavio LP album. Iako je bio Sunov najprodavaniji i najprofiliraniji glazbenik, Cash je smatrao kako je ograničen svojim ugovorom. Elvis Presley je već bio napustio Sun, a Philips je najviše pozornosti posvećivao promociji Jerryja Lee Lewisa. Cash je sljedeće godine napustio nakladničku kuću Sun Records, te potpisao unosni ugovor s Columbia Recordsom, gdje je njegov singl "Don't Take Your Guns to Town" postao jedan od njihovih glavnih hitova.
Početkom 1960-ih Cash je putovao na turneje s Carter Family, koju su u to vrijeme činili kćeri majke Maybelle, Anita, June i Helen. June, s kojom će se Cash poslije vjenčati, kasnije se prisjetila kako se u to vrijeme izdaleka divila Johnnyju. Početkom 1970-ih glumio je negativca u seriji Columbo.

### Imidž odmetnika
Kako mu je karijera početkom šezdesetih krenula uzlaznom putanjom, Cash je počeo piti te postao ovisan o amfetaminima i barbituratima. Jedno kraće vrijeme je u Nashvilleu dijelio stan s Waylonom Jenningsom, koji je bio teški ovisnik o amfetaminima. Cash je koristio podizače kako bi ostao budan tijekom turneja. Prijatelji su zbijali šale o njegovoj "nervozi" i burnoj naravi, a većina ih je ignorirala znakove teške narkomanije. U seriji The Johnny Cash Show, Cash je izjavio da je "probao svaku drogu koja se nudila".
Iako je često gubio kontrolu, Cash je kreativnošću i dalje je nizao hitove. Njegova izvedba pjesme "Ring of Fire" bila je crossover hit, dostigavši broj 1 na country ljestvicama i probivši se u top 20 pop ljestvica. Pjesmu su napisali June Carter i Merle Kilgore. Originalno su je izvodile sestre Carter, ali trubački aranžman u stilu mariachi-sastava bila je Cashova zasluga, koji je rekao da se toga dosjetio u snu.
U lipnju 1965. njegov je kamionet zahvatila vatra, koja se razbuktala u veliki šumski požar koji je uništio veliki dio nacionalne šume Los Padres u Kaliforniji. Kad je sudac pitao Casha kako se to dogodilo, Cash je rekao "Nisam ja to učinio nego moj kamionet, a on je mrtav pa ga ne možete pitati". Vatra je uništila 2,06 četvornih kilometara, uništila raslinje na tri planine i progutala 49 od 53 ugrožena kondora. Cash se nije pokajao: "Nije me briga za vaše proklete žute škanjce!" Vlada ga je tužila, a slučaj je zaključen nagodbom nakon koje je morao platiti 82,001 dolar. Cash je rekao kako je on jedina osoba koju je vlada tužila za uzrokovanje šumskog požara.
Iako je Cash pomno njegovao imidž romantičnog odmetnika, nikad nije služio zatvorsku kaznu. Iako je sedam puta završio u njemu zbog prekršaja, svaki put bi u njemu ostao samo preko noći. Njegov najneslavniji sukob sa zakonom dogodio se na turneji 1965., kad su ga uhitili policajci iz odjela za narkotike iz El Pasa u Teksasu. Osumnjičili su ga da je krijumčario heroin iz Meksika, no to su bili narkotici i amfetamini na liječnički recept koje je Cash sakrio u kutiju za gitaru. Budući da su to bili lijekovi na recept, a ne ilegalni narkotici, osuđen je na uvjetnu zatvorsku kaznu.
Cash je uhićen i 11. svibnja 1965. u Starkvilleu u Mississippiju, zbog upada na privatni posjed kako bi ubrao cvijeće. (Ovaj incident bio je inspiracija za pjesmu "Starkville City Jail", koja se našla na njegovu live-albumu At San Quentin).
Sredinom šezdesetih Cash je objavio niz konceptualnih albuma, uključujući Johnny Cash sings the Ballads of the True West (1965.), dvostruki eksperimentalni album na kojem je kombinirao pjesme i recitacije tematski povezane s Divljim zapadom, te Bitter Tears (1964.), s pjesmama koje su isticale loš položaj američkih domorodaca. Njegova je ovisnost o drogama u to vrijeme dosegnula kritičnu točku, a njegovo destruktivno ponašanje dovelo je do razvoda s njegovom prvom ženom i otkazivanja nastupa.
Cash se 1968., nakon nadnaravnog duhovnog iskustva u špilji Nickajack, prestao drogirati. June, Maybelle i Ezra Carter preselili su se na Cashovo imanje na mjesec dana kako bi mu pomogli pri odvikavanju. 22. veljače 1968. pojavio se s Carterima na koncertu u London Gardensu u kanadskom Londonu u državi Ontario; par se vjenčao tjedan dana poslije (1. ožujka) u Franklinu u državi Kentucky. June je pristala udati se za njega nakon što se 'očisti'. Ponovno otkrivši kršćanstvo, Cash je odabrao jednu manju crkvu u okolici Nashvillea te rekao da ju je izabrao, jer ga ondje smatraju jednim od jednakih, a ne slavnom osobom.

### Folsom Prison Blues
Cash je osjećao sažaljenje nad zatvorenicima. Još je potkraj 1950-ih počeo nastupati u raznim zatvorima. Ti nastupi doveli su do dva vrlo uspješna albuma, Johnny Cash at Folsom Prison (1968.) i Johnny Cash at San Quentin (1969.).
Album snimljen u Folsomu najavljen je klasikom "Folsom Prison Blues", dok se na drugom albumu našao crossover-hit-singl "A Boy Named Sue" koji je postao broj jedan na country, te broj dva na pop-ljestvicama singlova.
Osim ovih američkih zatvorskih nastupa, Cash je 1972. nastupio u švedskom zatvoru Österåker. Live-album På Österåker ("At Österåker") objavljen je 1973. Između pjesama se može čuti Casha kako govori švedski, uz glasno odobravanje zatvorenika.

### "Čovjek u crnom"
Od 1969. do 1971., Cash je nastupao u svojoj televizijskoj emisiji, The Johnny Cash Show, na mreži ABC. The Statler Brothers otvarala su svaku emisiju za njega; obitelj Carter i rockabilly legenda Carl Perkins također su bili regularni dijelovi emisije. No, Cash je dovodio i modernije izvođače kao što su Neil Young, Louis Armstrong, Ray Charles, Eric Clapton (koji je tada bio frontmen grupe Derek and the Dominos) i Bob Dylan.
Cash je upoznao Dylana sredinom šezdesetih te su postali veliki prijatelji kad su krajem šezdesetih postali susjedi u Woodstocku u državi New York. Cash je htio ponovno predstaviti povučenog Dylana svojoj publici: zajedno su snimili duet za Dylanov country album Nashville Skyline.
Još jedan umjetnik kojemu je emisija pomogla u karijeri bio je Kris Kristofferson, koji je počinjao kao pjevač i tekstopisac. Tijekom live-izvedbe Kristoffersonove pjesme "Sunday Mornin' Comin' Down", Cash je odbio promijeniti stihove koji su se odnosili na uživanje marihuane kako bi udovoljio šefovima mreže: "On a Sunday morning sidewalk / I'm wishin', Lord, that I was stoned."
Početkom 1970-ih je iskristalizirao svoj imidž "Čovjeka u crnom". Redovito je nastupao odjeven u crno, noseći dugi kaput do koljena. Takva pojava odudarala je od mnogih country-glazbenika tih dana koji su se redovito pojavljivali u blještavim odijelima i kaubojskim čizmama. Cash je 1971. napisao pjesmu "Man in Black" kako bi objasnio svoj stil odijevanja: "We're doing fine I do suppose/In our streak of lightning cars and fancy clothes/But just so we're reminded of the ones who are held back/Up front there ought to be a man in black."
On i njegov sastav isprva su nosili crne košulje jer je to bila jedina jednaka boja koju su imali na svojim raznim opravama. U ranoj karijeri je nosio druge boje, ali je tvrdio kako voli nositi crno na pozornici i izvan nje. Izjavio je, kad se izuzmu politički razlozi, voli nositi crno na pozornici.
Cashova popularnost i broj hit-singlova opali su sredinom 1970-ih, ali je zato njegova autobiografija (prva od dvije), nazvana Čovjek u crnom, objavljena 1975., prodana u 1,3 milijuna primjeraka. Druga, Cash: The Autobiography, pojavila se 1997. Njegovo prijateljstvo s Billyjem Grahamom dovelo je do produkcije filma o Isusu, The Gospel Road, u kojem je Cash bio angažiran kao scenarist i pripovjedač.
Nastavio se pojavljivati na televiziji, vodeći godišnji božićni specijal CBS-a tijekom 1970-ih. Kasnije se pojavio u epizodi serije Columbo. S June se pojavio u epizodi serije Mala kuća u preriji, te kao John Brown u miniseriji Sjever i jug o Američkom građanskom ratu.
Bio je u prijateljskim odnosima sa svim američkim predsjednicima od Richarda Nixona, a osobito se sprijateljio s Jimmyjem Carterom. Izjavio je kako su mu svi izgledali šarmantni, dodavši kako je to vjerojatno bilo ključno da ih izaberu.
Kad je 1972. prvi puta pozvan u Bijelu kuću, iz ureda Richarda Nixona zahtijevali su da otpjeva "Okie from Muskogee" (satiričnu pjesmu Merlea Haggarda o ljudima koji preziru mlade narkomane i antiratne protestante) i "Welfare Cadillac" (pjesmu Guya Drakea koja se izruguje korisnicima zdravstvene skrbi). Cash je odbio odsvirati pjesme i umjesto toga otpjevao nekoliko ljevičarskih, politički nabijenih pjesama, uključujući "The Ballad of Ira Hayes" (o hrabrom Indijancu veteranu Drugog svjetskog rata prema kojem se odnose s prijezirom po povratku u Arizonu), te vlastite skladbe, "What is Truth?" i "Man in Black". Cash je tvrdio da je Nixonove glazbene želje odbio zbog nepoznavanja pjesama i nedostatka vremena da iste uvježba, a ne zbog političkih razloga.

### Highwaymen
1980. Cash je u 48. godini života postao član Kuće slavnih country-glazbenika, ali tijekom 1980-ih njegovi su albumi podbacili, iako je nastavio uspješne turneje. Sredinom 1980-ih udružio se s Waylonom Jenningsom, Williejem Nelsonom i Krisom Kristoffersonom, te osnovao grupu The Highwaymen. Snimili su dva hit-albuma i održali uspješnu turneju.
Tijekom tog razdoblja, Cash se pojavio u nekoliko teelvizijskih filmova: 1981. nastupio je u Ponosu Jesseja Hallama. Cash je zaradio pohvalne recenzije za taj film kojim je skrenuo pozornost na nepismenost odraslih. 1983. glumio je šerifa-heroja u Ubojstvu u Okrugu Coweta, uz Andyja Griffitha. Film je bio temeljen na stvarnom slučaju ubojstva u Georgiji. Cash je godinama htio snimiti taj film, a zaradio je i dobre kritike.
Nakon neuobičajene ozljede abdomena koju mu je na njegovoj farmi 1983. nanio noj, Cash je ponovno zapao u ovisnost, ovaj put o tabletama protiv bolova.
U bolničkom posjetu 1988., ovaj put kako bi čuvao Waylona Jenningsa (koji se oporavljao od srčanog udara), Jennings je rekao da bi se i sam Cash trebao prijaviti u bolnicu zbog problema sa srcem. Liječnici su predložili preventivnu operaciju srca, a Cashu su ugrađene dvije srčane premosnice. Obojica su se oporavila, iako je Cash odbio propisane lijekove protiv bolova u strahu od ponovne ovisnosti. Cash je kasnije tvrdio da je za vrijeme operacije imao vizije raja koje su bile tako lijepe da je bio ljut što se probudio živ.
Cashova glazbena karijera i njegov odnos s establišmentom u Nashvilleu bili su na niskoj razini tijekom 1980-ih. Shvatio je da je njegova izdavačka kuća Columbia Records nakon 30 godina postala indiferentna prema njemu i da ga ne reklamira propisno (u svojoj je autobiografiji napisao da je tijekom tog razdoblja bio "nevidljiv"). Cash je u znak protesta napisao parodičnu pjesmu "Chicken in Black", o Johnnyju čiji mozak transplantiraju kokoši. Ironično, pjesma je postigla veći komercijalni uspjeh nego sav njegov materijal iz tog razdoblja. Bez obzira na to, nadao se da će raskinuti ugovor s Columbijom prije nego to oni učine, a nedugo nakon objavljivanja spomenute pjesme Cash i Columbia su krenuli suprotnim putevima.
Cash se 1986. vratio u Sun Studios u Memphis kako bi s Royem Orbisonom, Jerryjem Lee Lewisom i Carlom Perkinsom snimio album Class of '55. To nije bio prvi put da se udružio s Lewisom i Perkinsom u Sunu. 4. prosinca 1954., Elvis Presley je posjetio Philipsa dok je Perkins snimao nove pjesme, s Lewisom kao pratnjom na klaviru. I Cash je bio u studiju pa je četvorka započela svirku punu improvizacija. Philips je sve snimao što je objavljeno na CD-u pod imenom Million Dollar Quartet. Među pjesmama su se našle i "Brown Eyed Handsome Man" Chucka Berryja, "Don't Forbid Me" Pata Boonea i Elvisova imitacija Jackieja Wilsona s pjesmom "Don't Be Cruel".
Cash je 1986. objavio svoj jedini roman, Man in White, knjigu o Svetom Pavlu i njegovom apostolskom preobraćenju. 1990. je snimio Johnny Cash Reads The Complete New Testament.

### American Recordings
Nakon što je Columbia Records raskinula ugovor s njim, od 1987. do 1991. neuspješno je snimao za Mercury Records.
Karijera mu se preporodila u devedesetima, a Cash je postao popularan i među mlađom publikom, a ne samo ljubiteljima countryja. 1993. otpjevao je duet "The Wanderer" s U2 za njihov album Zooropa. Iako ga više nisu tražile velike izdavačke kuće, Cashu se obratio producent Rick Rubin i ponudio ugovor sa svojom markom American Recordings, poznatoj po rapu i hard rocku.
Pod Rubinovom palicom, Cash je u svojem dnevnom boravku snimio album American Recordings (1994.), uz pratnju gitare. Na albumu su se našle razne obrade suvremenih glazbenika koje je Rubin izabrao te je postigao veliki komercijalni uspjeh, osvojivši Grammy za najbolji suvremeni folk album. Cash je napisao da mu je primanje na Glastonsbury Festivalu 1994. bilo jedan od životnih vrhunaca. Bio je početak desetljeća u kojem ga je glazbena industrija opet prigrlila i u kojem je ostvario iznenađujući komercijalni uspjeh.
Cash i njegova supruga pojavili su se u nekoliko epizoda popularne televizijske serije Dr. Quinn, žena vrač s Jane Seymour. Glumica ga je toliko cijenila da je kasnije jednoga od svoja dva sina nazvala po njemu. Posudio je glas za svoje cameo pojavljivanje u Simpsonima, kao kojot koji vodi Homera na njegovu duhovnom putovanju. 1996. je objavio drugi album za American Recordings, Unchained na kojem su ga pratili Tom Petty and the Heartbreakers, koji je osvojio Grammy za najbolji country album. Smatravši da nije dovoljno objasnio samog sebe u svojoj autobiografiji Čovjek u crnom iz 1975., Cash je 1997. napisao drugu autobiografiju nazvanu Cash: The Autobiography.

## Posljednje godine i smrt
Cashu je 1997. dijagnosticirana neurodegenerativna bolest zvana Shy-Dragerov sindrom. Kasnije je dijagnoza promijenjena u autonomnu neuropatiju popraćenu dijabetesom. Bolest je prisilila Casha da skrati turneje. 1998. hospitaliziran je s teškom upalom pluća, koja mu je poprilično ugrozila zdravlje. Albumi American III: Solitary Man (2000.) i American IV: The Man Comes Around (2002.) bili su Cashov odgovor na bolest u obliku pjesama tužnijeg tona u odnosu na prva dva albuma. Snimljen je spot za "Hurt", pjesmu Trenta Raznora iz Nine Inch Nailsa, prilagođenu Cashovu pogledu na svoju prošlost i osjećaje pokajanja. Taj se spot danas smatra njegovim "epitafom", a osvojio je i kritičare i publiku.
June Carter umrla je 15. svibnja 2003. u 73. godini. Prije smrti rekla je Johnnyju da nastavi raditi, pa je on nastavio snimati te čak dvaput nastupio u memorijalnom centru obitelji Carter u Bristolu u državi Virginia. (Koncert 5. srpnja 2003. bio je njegov posljednji javni nastup). Na koncertu 21. lipnja 2003., prije nego što je otpjevao "Ring of Fire", Cash je pročitao izjavu o svojoj pokojnoj supruzi koju je napisao neposredno prije tog nastupa. Rekao je da ga Junein duh gleda i da ga je došla posjetiti prije nego što stupi na pozornicu. Jedva je uspio otpjevati pjesmu. Unatoč slabom zdravlju, govorio je da se raduje danu kada će opet moći hodati i baciti svoja invalidska kolica u rijeku pokraj svog doma.
Johnny Cash umro je nepuna četiri mjeseca nakon svoje supruge, 12. rujna 2003., u bolnici u Nashvilleu u državi Tennessee. Pokopan je pokraj June u Hendersonville Memory Gardensu pokraj svoga doma u Hendersonvilleu u državi Tennessee. Navršio je 71 godinu.
24. svibnja 2005., Vivian Liberto, Cashova prva supruga i majka Rosanne Cash i tri ostale kćeri, umrla je tijekom operacije uklanjanja raka pluća. Bilo je to na pedeseti rođendan Rosanne Cash.
Njegova pokćerka, Rosie (Nix) Adams i još jedan putnik pronađeni su mrtvi 24. listopada 2003. u autobusu u okrugu Montgomery u državi Tennessee. Nagađalo se da su umrli od ugljičnog monoksida iz svjetiljki u autobusu. Adams je imala 45 godina. Pokopana je uz majku i očuha.
U lipnju 2005. objavljeno je da se prodaje kuća Johnnyja Casha uz jezero u Hendersonvilleu. U siječnju 2006. kuća je prodana vokalistu Bee Geesa Barryju Gibbu i njegovoj ženi Lindi. Kuća je 10. travnja 2007. uništena u požaru.
Jedna od Cashovih posljednjih suradnji s producentom Rickom Rubinom, nazvana American V: A Hundred Highways, objavljena je posmrtno 4. lipnja 2006. Album je debitirao na prvom mjestu ljestvice 200 najprodavanijih albuma časopisa Billboard.

## Ostavština
Od ranih dana kao pionir rockabillyja i rock and rolla 1950-ih, preko desetljeća u kojima je predstavljao međunarodnoga predstavnika country glazbe, te svoje revitalizacije 1990-ih kao žive legende i ikone alternativnog countryja, Cash je izvršio utjecaj na mnogobrojne umjetnike i ostavio iza sebe ogroman opus. Nakon njegove smrti, odana mu je počast kao najpopularnijem glazbeniku svojeg vremena.
Među djecom Johnnyja Casha, njegova kći Rosanne Cash (iz prvog braka s Vivian Liberto) i njegov sin John Carter Cash (iz braka s June Carter Cash) poznati su country glazbenici s vlastitim karijerama.
Na velikom koncertu 1999. počast su mu odali različiti glazbenici kao što su Bob Dylan, Chris Isaak, Wyclef Jean, Norah Jones, Kris Kristofferson, Willie Nelson i U2. Sâm Cash pojavio se na kraju i nastupio prvi puta nakon više od godinu dana. Malo prije njegove smrti objavljena su dva tribute albuma: na Kindred Spirits nalaze se djela poznatih umjetnika, dok Dressed in Black sadrži uratke manje poznatih glazbenika.
Napisao je preko tisuću pjesama i objavio desetke albuma. Box-set nazvan Unearthed objavljen je posmrtno. U njemu su bila četiri CD-a s neobjavljenim materijalima koje je snimio s Rubinom, kao i retrospektivni CD Best of Cash on American.
Sa željom da oda počast njegovim dugogodišnjim donacijama SOS Dječjim selima, njegova je obitelj pozvala prijatelje i obožavatelje da doniraju novac toj udruzi u spomen na njega. Osnovan je i Johnny Cash Memorial Fund.
Cash je 1999. primio nagradu Grammy za životno djelo. Časopis Rolling Stone 2004. je uvrstio Casha na 31. mjesto 100 najvećih glazbenika svih vremena.
U znak počasti nakon Cashove smrti, country pjevač Gary Allan uvrstio je pjesmu "Nickajack Cave (Johnny Cash's Redemption)" na svoj album iz 2005. nazvan Though All Over). Pjesma govori o tome kako je Cash pao na dno i nakon toga uskrsnuo svoj život i karijeru.
Glavna ulica u Hendersonvilleu u državi Tennessee poznata je kao "Johnny Cash Parkway".
Od 2. do 4. studenog 2007. u Starkvilleu u državi Mississippi održan je Johnny Cash Pickin' Flower Festival. Cash je u Starkvilleu uhićen četrdeset godina prije i 11. svibnja 1965. zadržan preko noći, što ga je inspiriralo da napiše pjesmu "Starkville City Jail". Na tom festivalu – na kojemu je ponuđeno i simbolično posmrtno pomilovanje – odana je počast Cashovu životu i glazbi, a očekuje se da postane redovni godišnji događaj.

### Portreti
Country pjevač Mark Collie portretirao je Casha prvi puta 1998. u kratkom filmu, "I Still Miss Someone". Sniman većinom u crno-bijeloj tehnici, film pokušava uhvatiti Cashove najmračnije životne trenutke sredinom 1960-ih.
Hod po rubu, biografski film o Cashovu životu s Joaquinom Phoenixom u ulozi Casha i Reese Whiterspoon kao June (koja je za tu ulogu nagrađena Oscarom za najbolju glumicu), objavljen je u Americi 18. studenog 2005., te je postigao veliki kritički i komercijalni uspjeh. I Phoenix i Whiterspoon osvojili su brojne nagrade za svoje uloge, uključujući Zlatni globus za najboljeg glumca i glumicu u komediji ili mjuziklu. Oboje su sami pjevali svoje vokalne dionice, a Phoenix je naučio svirati gitaru. Osvojio je i Grammy za svoj doprinos na soundtracku filma. John Carter Cash, jedino dijete Johnnyja i June, bio je izvršni producent filma.
Ring of Fire, mjuzikl temeljen na Cashovu opusu, premijerno je izveden 12. ožujka 2006. na Broadwayu, ali je 30. travnja 2006. skinut s repertoara zbog katastrofalnih recenzija i razočaravajuće slabe posjete.

## Nagrade i počasti
Cash je osvojio mnoštvo Grammyja za country glazbu te drugih nagrada, u kategorijama od vokalnih i recitativnih izvedbi do bilješki s albuma i spotova.
U karijeri dugoj gotovo pet desetljeća, Cash je mnogim ljudima diljem svijeta bio utjelovljenje country glazbe. Cash je bio glazbenik koji nije bio usko vezan za jedan žanr. Snimao je pjesme koje se mogu smatrati rock and rollom, bluesom, rockabillyjem, folkom ili gospelom te utjecao na svaki od tih žanrova. Osim toga, bio je jedini među country-umjetnicima koji je pri kraju karijere postao neočekivano popularan među mlađom indie- i hard rock-publikom. Njegova raznolikost očituje se u činjenici da je primljen u tri glavne kuće slavnih: Kuću slavnih tekstopisaca Nashvillea (1977.), Kuću slavnih countryja (1980.) i Kuću slavnih rock and rolla (1992.). Samo je trinaest izvođača primljeno u dvije ili u dvije potonje, a samo Hank Williams, Jimmie Rogers i Bill Monroe dijele istu čast kao Cash. Međutim, samo je Cash primljen u Kuću slavnih rock and rolla na regularan način, za razliku od drugih country-glazbenika koji su primljeni kao "rani utjecaji". Njegov doprinos prepoznala je i Kuća slavnih rockabillyja. 1996. primio je i nagradu centra Kennedy. Cash je svojedobno izjavio "da mu je primanje u Kuću slavnih countryja 1980. najveće profesionalno postignuće u životu".

### Djela o Cashu
- Cash, Johnny. Čovjek u crnom. Grand Rapids: Zondervan, 1975. ISBN 99924-31-58-X.
- Cash, Johnny, s Patrickom Carrom. Cash: Autobiografija. New York: Harper Collins, 1997. ISBN 0-06-101357-9.
- Cash, Johnny, s June Carter Cash. Love liner notes. New York: Sony, 2000. ASIN B00004TB8A.
- Turner, Steve. Čovjek zvan Cash - život, ljubav i vjera jedne američke legende. Nashville, Thomas Nelson, 2004. (Autorizirana biografija).

## Vanjske poveznice

### Sestrinski projekti
|  | Zajednički poslužitelj ima još gradiva o temi Johnny Cash |

### Mrežna sjedišta
- Službena stranica
- Johnny Cash u Kući slavnih countryja
- Johnny Cash u Kući slavnih Rock and Rolla
- Johnny Cash u Kući slavnih rockabillyja  Arhivirana inačica izvorne stranice od 16. lipnja 2006. (Wayback Machine)
- Johnny Cash u internetskoj bazi filmova IMDb-u (engl.)
- Johnny Cash Online